# سوزان كامبل بارتولتي
سوزان كامبل بارتولتي (بالإنجليزية: Susan Campbell Bartoletti)‏‏ (18 نوفمبر 1958 في هاريسبرج - )؛ كاتِبة، وبروفيسورة، وكاتبة للأطفال، وروائية من الولايات المتحدة.

## الجوائز
- ميدالية سيبرت [الإنجليزية]‏
- جائزة نيوبري